# Awet Gebremedhin

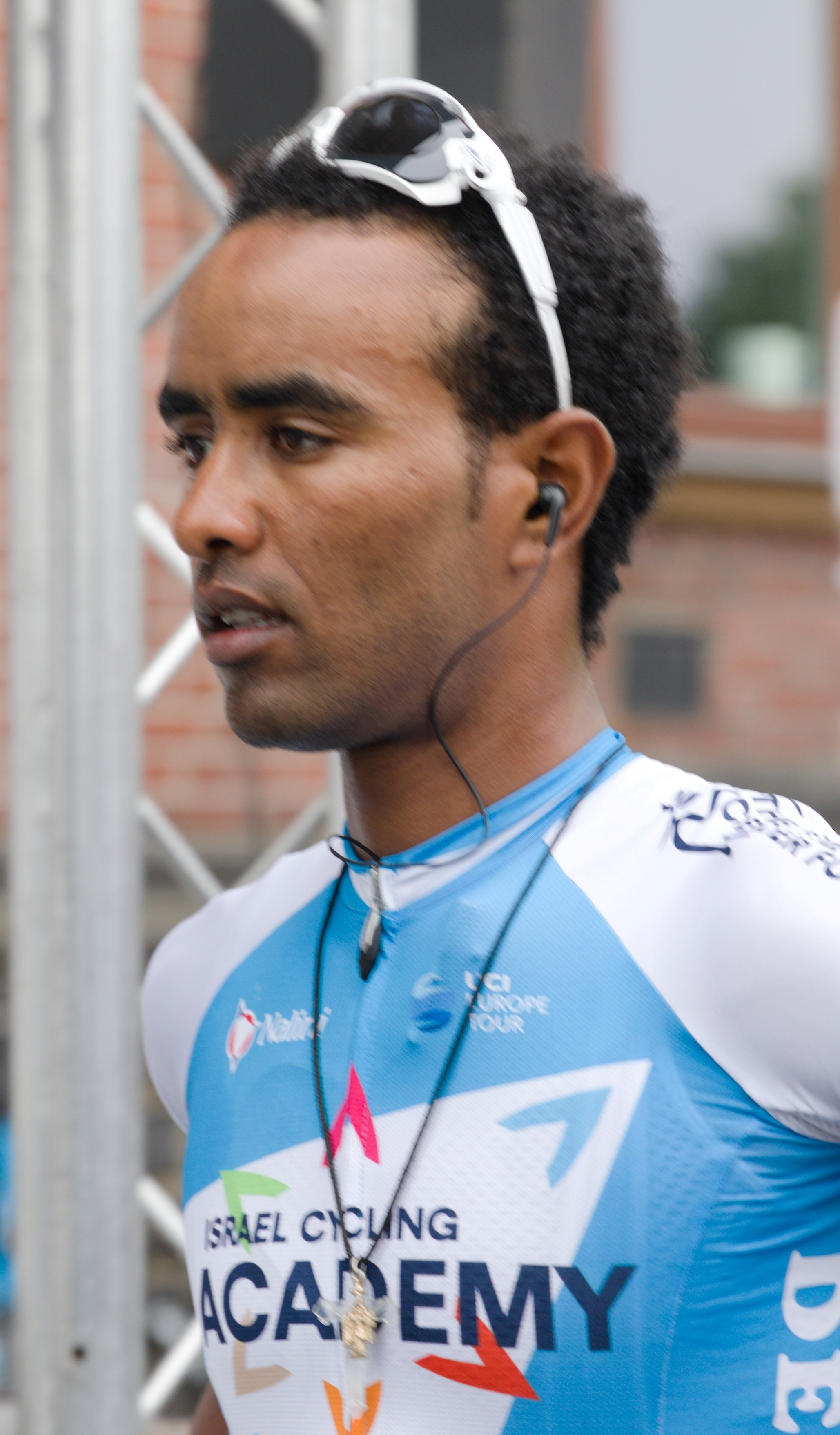
Awet Gebremedhin i Köln 2018.

Awet Gebremedhin Andemeskel, född 5 februari 1992 i Debarwa, Eritrea, är en eritreansk-svensk professionell cyklist.

## Biografi
Gebremedhin växte upp på landet i Eritrea. Han kom med i Eritreas ungdomslandslag och tävlade för sitt hemland i U23-VM i Florens 2013. Därefter kom han till Sverige och levde en period som gömd flykting, men fick sedan uppehållstillstånd och bor nu i Skillingaryd vid Jönköping. Han tävlar numer för Sverige, men ännu är han inte svensk medborgare.
Han proffsdebuterade 2017 i Kuwait–Cartucho.es och sedan 2018 representerar han Israel Cycling Academy
Gebremedhin deltog i 2019 års upplaga av Giro d’Italia. 